# Rakytník
Rakytník es un municipio del distrito de Rimavská Sobota en la región de Banská Bystrica, Eslovaquia, con una población estimada a final del año 2024 de 342 habitantes.
Se encuentra ubicado al este de la región, en la cuenca hidrográfica del río Sajó —un afluente derecho del río Tisza— y cerca de la frontera con la región de Košice y con Hungría.

## Demografía
| Año        | 1994 | 2004    | 2014     | 2024    |
| ---------- | ---- | ------- | -------- | ------- |
| Población  | 256  | 260     | 323      | 342     |
| Diferencia |      | +1,56 % | +24,23 % | +5,88 % |

| Año        | 2023 | 2024    |
| ---------- | ---- | ------- |
| Población  | 341  | 342     |
| Diferencia |      | +0,29 % |